# Czeladnik

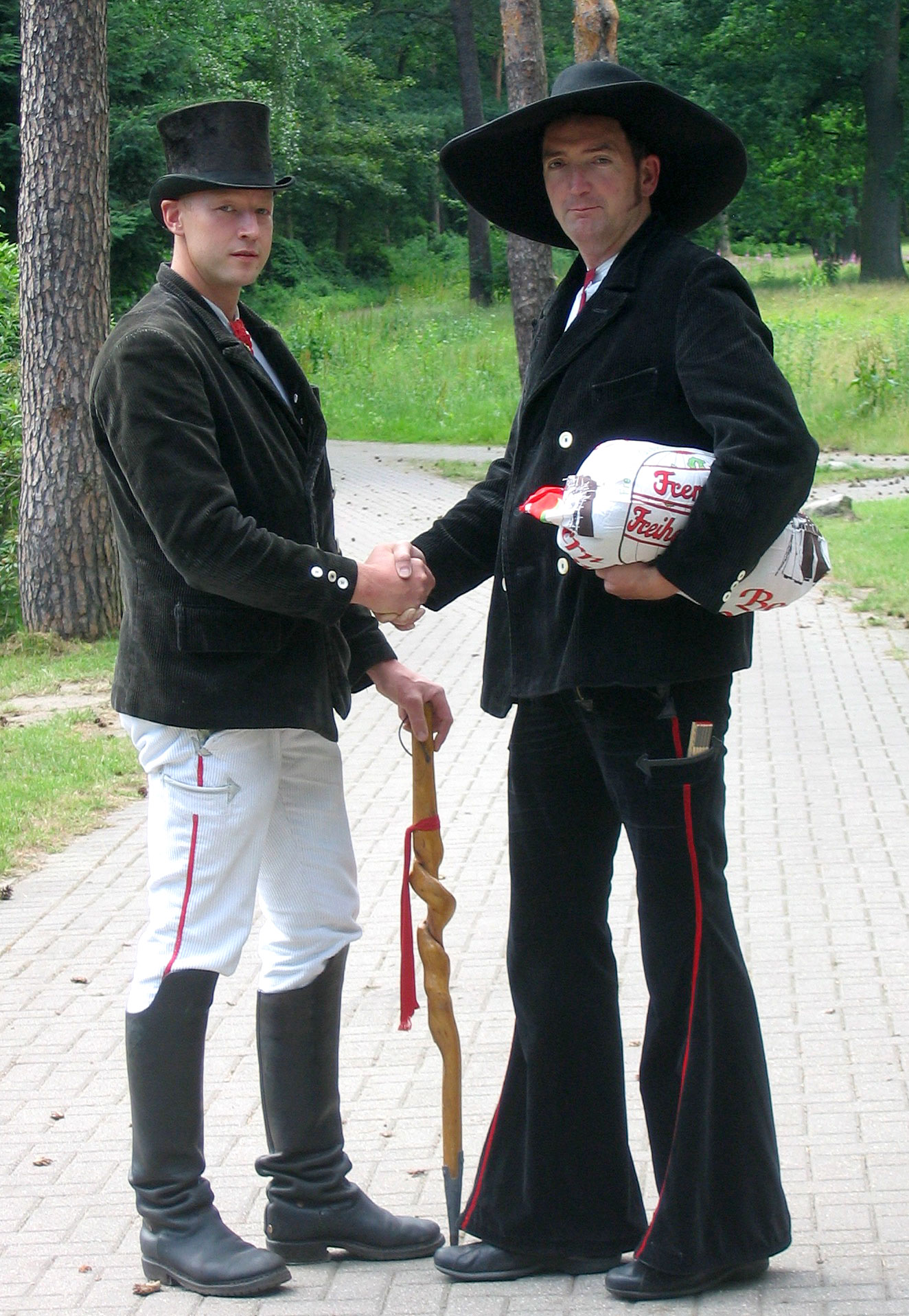
Wędrujący czeladnicy

Czeladnik (również towarzysz) – jeden ze stopni kwalifikacji zawodowych, stwierdzający opanowanie przez ucznia, młodocianego pracownika zatrudnionego w celu nauki zawodu, umiejętności praktycznych oraz teoretycznych w zawodzie rzemieślniczym oraz potwierdzający je dowodem kwalifikacji zawodowych w formie zdanego egzaminu czeladniczego.
Świadectwo czeladnicze umożliwia absolwentowi zatrudnienie na stanowisku wymagającym kwalifikacji zawodowych na tzw. pierwszym poziomie. Egzaminy czeladnicze przeprowadzają komisje egzaminacyjne izb rzemieślniczych zgodnie ze standardami ustalonymi przez Związek Rzemiosła Polskiego.

## Dawniej
Mianem „czeladnika” określano posiadającego wiedzę fachową rzemieślnika, który okres nauki (termin) zakończył zdanym egzaminem czeladniczym (zob. terminator), lecz nie był w stanie prowadzić własnego warsztatu, do czego niezbędne było m.in. zdanie egzaminu mistrzowskiego (zob. majstersztyk) zgodnie ze statutem danego cechu.
Promocja ucznia na czeladnika (wyzwolenie) odbywała się w wyznaczonym wcześniej terminie. Mistrz wraz z uczniem stawali przed starszyzną cechową; uczeń prezentował swoją pracę, zaś mistrz świadczył o jego umiejętnościach. Po wniesieniu obowiązkowej opłaty cechowej terminator stawał się czeladnikiem i mógł wybrać zakład, w którym dalej zamierzał praktykować. Uzyskiwał także prawo do otrzymywania zapłaty za swoją pracę.
Często czeladnicy zorganizowani byli w tzw. bractwa czeladnicze, będące przejawem sprzeciwu wobec obowiązków nakładanych na nich przez cechy, m.in. wysokie opłaty wpisowe, obowiązkowe wędrówki czeladnicze, czy utrudnianie promocji mistrzowskiej.